# Miluše Fischerová
Miluše Fischerová (24. března 1922 - ???) byla česká a československá politička Komunistické strany Československa, poslankyně České národní rady a Sněmovny národů Federálního shromáždění na počátku normalizace. Po roce 1969 politicky pronásledována.

## Biografie
K roku 1968 se profesně uvádí jako předsedkyně Ústředního výboru Československého svazu žen, bytem Praha. Původním povoláním byla vychovatelka. Absolvovala obchodní školu, rodinnou školu a Vysokou školu politickou. Od roku 1969 zasedala v České národní radě a byla členkou jejího předsednictva. 31. srpna 1968 byla kooptována za členku Ústředního výboru Komunistické strany Československa. Z funkce byla uvolněna v září 1969.
Po federalizaci Československa usedla v lednu 1969 do Sněmovny národů Federálního shromáždění. Nominovala ji Česká národní rada. Ve federálním parlamentu setrvala jen do prosince 1969, kdy rezignovala na poslanecký post.
Po invazi vojsk Varšavské smlouvy do Československa ji Ústřední výbor Komunistické strany Československa zařadil na seznam „představitelů a exponentů pravice“. Byla pak vyloučena z KSČ a angažovala se v opozici k normalizačnímu režimu. V dubnu 1978 podepsala prohlášení 28 bývalých členů KSČ, v němž k 10 výročí pražského jara rekapitulují stav lidských práv a svobod v Československu a kritizují vývoj v zemi. Koncem 80. let patřila do okruhu reformních komunistů okolo platformy Obroda.